# Fotbalový klub Ústí nad Labem
L'FK VIAGEM Ústí nad Labem è una squadra di calcio di Ústí nad Labem, Repubblica Ceca. Attualmente milita nella CFL - Group B, la terza divisione ceca.

## Palmarès

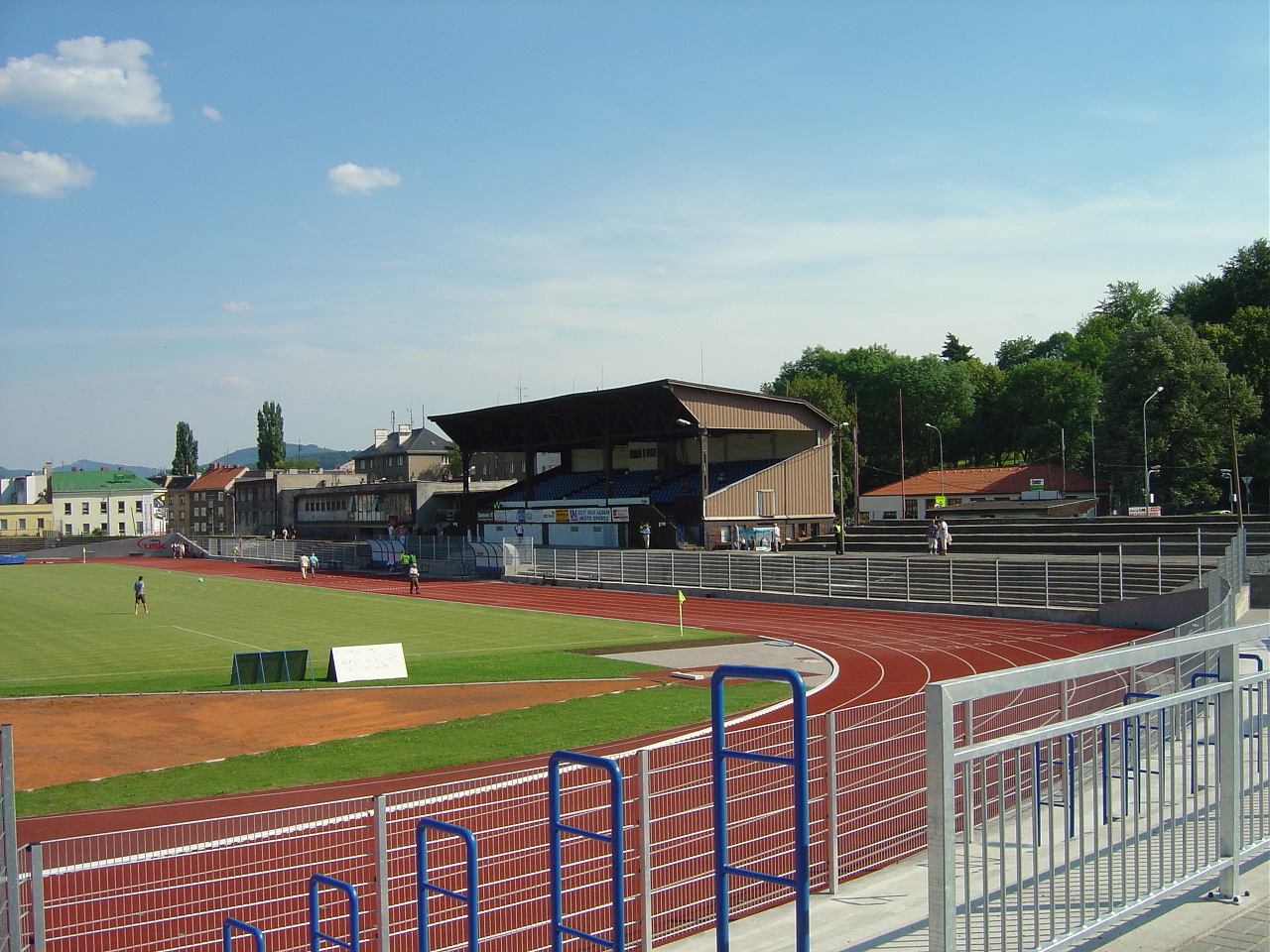
Městský Stadion

- Druhá liga: 1

2011-12

## Cronistoria
- 1945: il club viene fondato SK Ústí nad Labem
- 1947: il club è rinominato SK Slavia Ústí nad Labem
- 1949: il club è rinominato Sokol Armaturka Ústí nad Labem
- 1950: il club è rinominato ZSJ Armaturka Ústí nad Labem
- 1953: il club è rinominato DSO Spartak Ústí nad Labem
- 1962: il club è rinominato TJ Spartak Ústí nad Labem
- 1977: il club è rinominato TJ Spartak Armaturka Ústí nad Labem
- 1983: il club è rinominato TJ Spartak PS Ústí nad Labem
- 1984: il club è rinominato TJ Spartak VHJ PS Ústí nad Labem
- 1991: il club è rinominato FK Armaturka Ústí nad Labem
- 1994: il club è rinominato FK GGS Arma Ústí nad Labem
- 1999: fusione col FK NRC Všebořice
- 2001: il club è rinominato MFK Ústí nad Labem
- 2006: il club è rinominato FK Ústí nad Labem
- 2023: il club è rinominato FK VIAGEM Ústí nad Labem

## Rosa attuale
| N. |                      | Ruolo | Calciatore           |
| -- | -------------------- | ----- | -------------------- |
| 2  | Rep. Ceca (bandiera) | C     | Jan Martykán         |
| 8  | Rep. Ceca (bandiera) | C     | Michal Leibl         |
| 9  | Rep. Ceca (bandiera) | A     | Pavel Moulis         |
| 10 | Rep. Ceca (bandiera) | C     | Jan Peterka          |
| 11 | Rep. Ceca (bandiera) | C     | Daniel Procházka     |
| 12 | Rep. Ceca (bandiera) | C     | Jiří Miskovič        |
| 14 | Rep. Ceca (bandiera) | C     | František Mysliveček |

| N. |                       | Ruolo | Calciatore       |
| -- | --------------------- | ----- | ---------------- |
| 15 | Rep. Ceca (bandiera)  | A     | Petr Vyborný     |
| 18 | Slovacchia (bandiera) | D     | Ivan Šnirc       |
| 19 | Rep. Ceca (bandiera)  | A     | Martin Jindráček |
| 21 | Rep. Ceca (bandiera)  | D     | Jakub Pícha      |
| 16 | Rep. Ceca (bandiera)  | D     | Michal Zeman     |
| 17 | Rep. Ceca (bandiera)  | D     | Jakub Seidl      |
| 20 | Slovacchia (bandiera) | P     | Marián Tvrdoň    |

## Palmarès

### Competizioni nazionali
- Druhá Liga: 1

2011-2012
- Česka fotbalová liga: 2

1993-1994, 2003-2004

### Altri piazzamenti
- Druhá Liga:

Secondo posto: 2009-2010
Terzo posto: 2005-2006